# Amandus Pachler

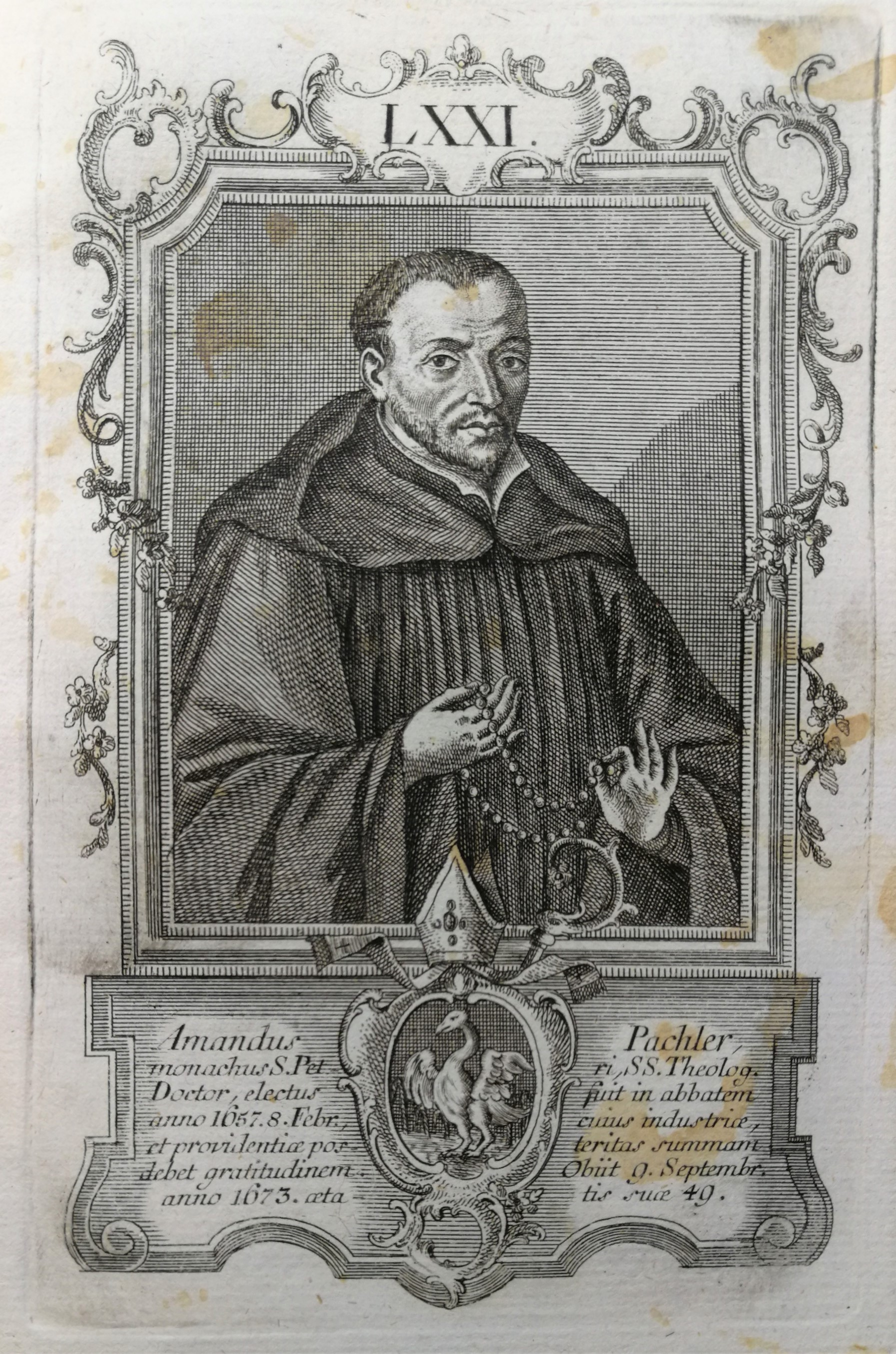
Abtportrait mit Rosenkranz

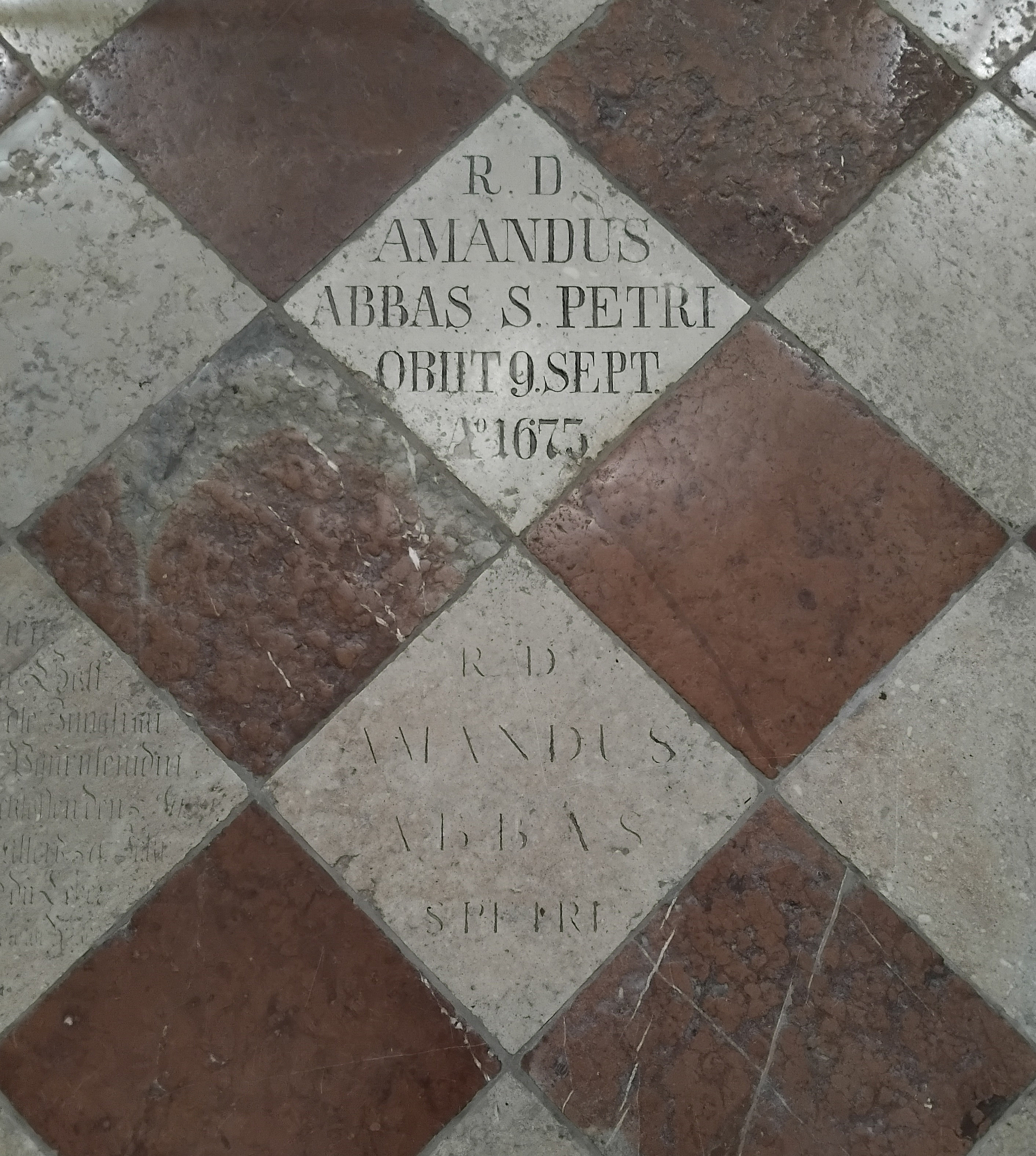
Grab von Amand Pachler

Amand Pachler OSB (* 29. September 1624 in Reichenhall, heute Bad Reichenhall; † 9. September 1673 in Salzburg) war ein Historiker und Abt des Klosters St. Peter in Salzburg.
Pachler wurde in Reichenhall in Bayern als Sohn eines Baders geboren und auf den Namen Hieronymus getauft. Später nahm er den Namen Amandus an. Der heilige Amandus wurde in Salzburg verehrt, da dort seine Gebeine aufbewahrt werden. Ab 1636 diente er als Sängerknabe im Stift St. Peter in Salzburg und wurde 1641 ebendort als Novize eingekleidet. Zum Priester geweiht wurde er 1648, ein Jahr darauf wirkte er als Novizenmeister, ab 1650 als Subprior. Er war Doktor der Theologie (1654) und Philosophie und von 1651 bis 1657 Professor an der Salzburger Universität. 1657 wurde er zum Abt seines Klosters erwählt und musste den Lehrstuhl für Moraltheologie, den er erst 1656 angenommen hatte, verlassen.
Als Abt ließ er den Konvent- und Noviziattrakt des Klosters erbauen. In der Bemühung um mehr Information über seinen Namenspatron zu finden, ließ er Ausgrabungen in der Stiftskirche durchführen; Amandus-Reliquien wurden 1661 vor dem Hochaltar gefunden. Um die liturgische Qualität des Gottesdiensts in St. Peter zu stärken waren in seiner Amtszeit bis zu 20 Sänger und Instrumentalisten angestellt.
Amandus Pachler verfasste eine große Zahl historischer Schriften. Dazu zählen unter anderem die Lebensbeschreibungen der Salzburger Bischöfe Vitalis, Gebhard und Thiemo, sowie Abhandlungen über die Äbte von St. Peter und in Salzburg gefundene Altertümer. Von ihm stammt ein mehrbändiges Tagebuch und eine Chronik des Klosters Admont, sowie ein Kommentar zur Saltzburgischen Chronica von Franz Dückher (1609–1671).

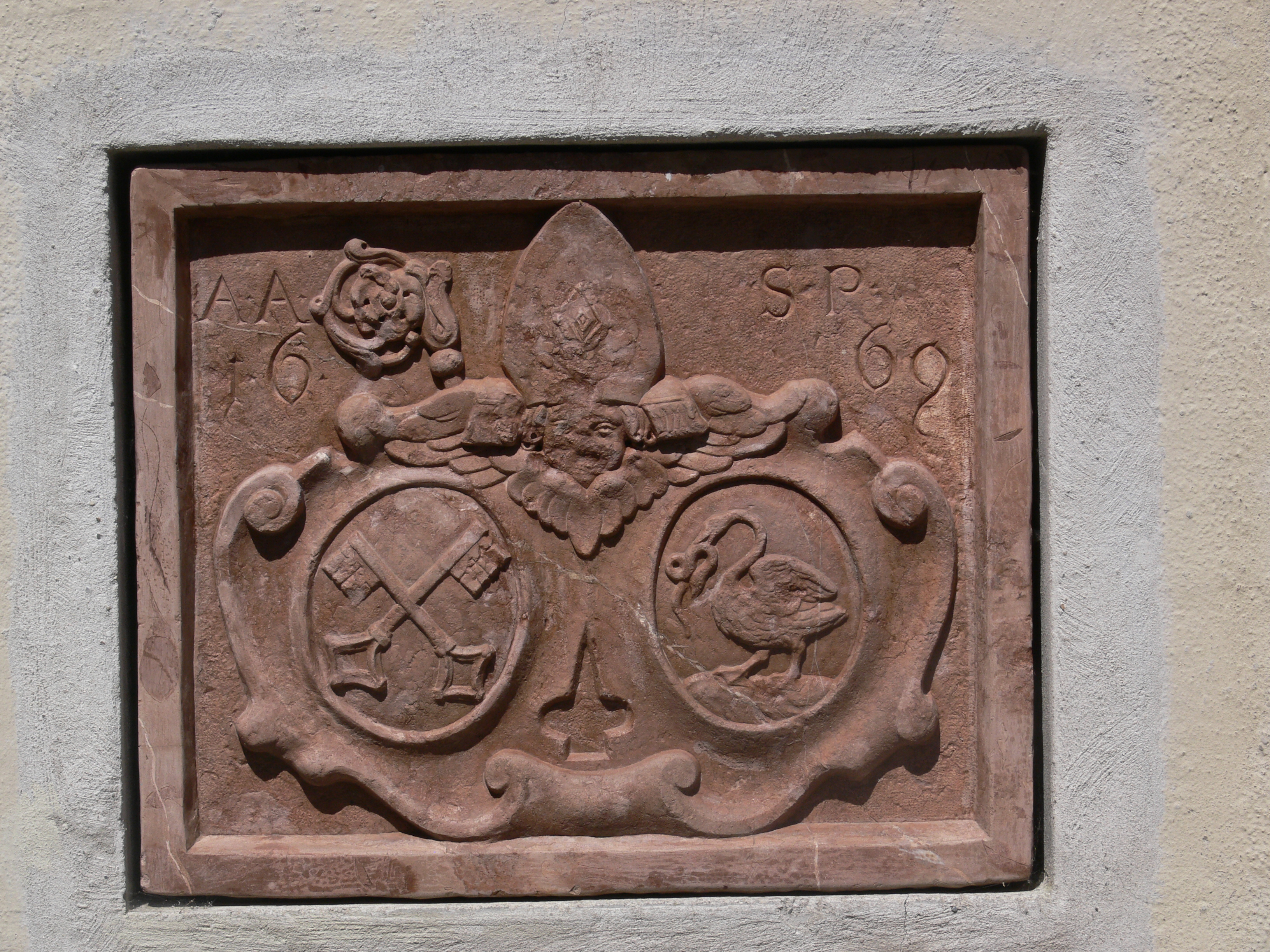
Wappen von Abt Amandus Pachler an der Fassade der Kreuzkapelle im Petersfriedhof Salzburg

Nach seinem Tod wurde er in der Stiftskirche St. Peter vor dem Josephsaltar bestattet; sein Herz wurde in der heutigen Marienkapelle getrennt bestattet.